# Campo Viera
Campo Viera är en ort i Argentina.   Den ligger i provinsen Misiones, i den nordöstra delen av landet, 900 km norr om huvudstaden Buenos Aires. Campo Viera ligger 284 meter över havet och antalet invånare är 9 228.
Terrängen runt Campo Viera är huvudsakligen platt, men österut är den kuperad. Närmaste större samhälle är Oberá, 14,3 km sydväst om Campo Viera.
I omgivningarna runt Campo Viera växer i huvudsak städsegrön lövskog. Runt Campo Viera är det ganska tätbefolkat, med 60 invånare per kvadratkilometer.